# Theo Lucius
Theodorus Martinus Maria (Theo) Lucius (Veghel, 19 december 1976) is een Nederlands voormalig betaald voetballer die bij voorkeur als verdediger of verdedigende middenvelder speelde. Hij kwam van 1996 tot en met 2013 uit voor PSV, FC Utrecht, Feyenoord, FC Groningen, FC Den Bosch, RKC Waalwijk en FC Eindhoven. Lucius speelde in 2005 drie wedstrijden in het Nederlands voetbalelftal.
Lucius' normale positie was rechtermiddenvelder, maar hij speelde ook als centrale middenvelder, rechtsback, centrale verdediger, linksback en linkermiddenvelder. Zijn multifunctionele inzetbaarheid bleek voor het eerst bij FC Utrecht, waarvoor hij al op verschillende posities speelde. Zijn latere trainers bij PSV (Eric Gerets en Guus Hiddink) borduurden hierop voort.

## Carrière

### Clubs
Lucius begon op vijfjarige leeftijd met voetballen bij amateurclub VV Heeswijk. Nadat hij ook voor BVV speelde, werd hij op zijn veertiende opgenomen in de jeugdopleiding van FC Den Bosch. Lucius begon in de spits, maar zakte later terug af het middenveld. Op zeventienjarige leeftijd kreeg hij een profcontract aangeboden bij FC Den Bosch. Zijn debuut volgde op 17 augustus 1996, in een bekerwedstrijd tegen Geldrop/AEK. Hij maakte daarin meteen drie doelpunten. In zijn debuutseizoen was Lucius meteen een vaste waarde in het elftal. Hij speelde alle 34 competitiewedstrijden mee en maakte drie doelpunten. Ook in zijn tweede seizoen was Lucius vaste keus. Hiermee verdiende hij een transfer naar PSV.
Lucius was bij PSV niet meteen onomstreden. Na één seizoen verhuurde de Eindhovense club hem voor een jaar aan FC Utrecht. Hier werd hij weer een vaste waarde. Een jaar later keerde Lucius samen met PSV’s nieuwe aankoop John de Jong terug uit Utrecht. Vanaf dat moment was hij niet meer weg te denken uit de selectie van PSV. Hij won vier landskampioenschappen, één KNVB beker en vier Johan Cruijff-schalen met de club. In het seizoen 2004/05 behaalde hij met zijn ploeggenoten de halve finale van de Champions League.
Lucius ging op donderdag 8 juni 2006 na zeven jaar PSV naar Feyenoord, waar hij een contract tekende voor drie jaar. Hier ging hij spelen onder coach Erwin Koeman, die hij van 2001 tot en met 2004 al meemaakte als assistent-trainer bij PSV. Na het vertrek van Dirk Kuijt bij Feyenoord, in de zomer van 2006, nam Lucius het aanvoerderschap over. Het jaar erop verloor hij het aanvoerderschap aan de terugkerende Giovanni van Bronckhorst. Hij won in het seizoen 2007/08 met de Rotterdamse club de KNVB beker.
Vanaf juli 2009 hield Lucius zijn conditie op peil bij FC Den Bosch. Daar zou hij ook op amateurbasis gaan spelen, maar omdat hij in de zomer geen vrijgavepapieren getekend had, kon hij pas in januari 2010 aansluiten bij de selectie. Met Den Bosch werd de afspraak gemaakt dat wanneer hij bij een club een contract kon tekenen, hij per direct weg mocht. In januari 2010 ging hij op proef mee op trainingskamp met FC Groningen, waar hij daarna tot het einde van het seizoen tekende. In juli 2010 tekende hij een contract bij FC Den Bosch. Vanaf het seizoen 2011/12 speelde Lucius weer in Eindhoven, ditmaal op amateurbasis voor FC Eindhoven. Vanaf 2012/13 vervolgde hij zijn loopbaan als amateur bij RKC Waalwijk. Daar vertrok hij op 26 september 2012 wegens een gebrek aan speeltijd. Hij keerde nog kort terug bij Eindhoven voor hij in 2013 bij Kozakken Boys ging spelen. Die club verliet hij begin februari 2014.
Lucius werd na zijn actieve voetballoopbaan mede-eigenaar van een café in zijn woonplaats Heeswijk-Dinther en interim-trainer bij VV Sliedrecht. Vanaf de zomer van 2014 ging hij ook voor laatstgenoemde vereniging voetballen. In het seizoen 2015-2016 speelde Lucius voor VV Heeswijk, waar hij ook in zijn jeugd speelde.

### Profstatistieken
| Seizoen | Club         | Competitie     | Duels | Goals |
| ------- | ------------ | -------------- | ----- | ----- |
| 1996/97 | FC Den Bosch | Eerste divisie | 34    | 3     |
| 1997/98 | FC Den Bosch | Eerste divisie | 33    | 4     |
| 1998/99 | PSV          | Eredivisie     | 25    | 1     |
| 1999/00 | → FC Utrecht | Eredivisie     | 32    | 3     |
| 2000/01 | PSV          | Eredivisie     | 17    | 1     |
| 2001/02 | PSV          | Eredivisie     | 23    | 1     |
| 2002/03 | PSV          | Eredivisie     | 14    | 0     |
| 2003/04 | PSV          | Eredivisie     | 22    | 4     |
| 2004/05 | PSV          | Eredivisie     | 22    | 1     |
| 2005/06 | PSV          | Eredivisie     | 21    | 0     |
| 2006/07 | Feyenoord    | Eredivisie     | 27    | 5     |
| 2007/08 | Feyenoord    | Eredivisie     | 29    | 1     |
| 2008/09 | Feyenoord    | Eredivisie     | 18    | 0     |
| 2009/10 | FC Den Bosch | Eerste divisie | 0     | 0     |
| 2009/10 | FC Groningen | Eredivisie     | 4     | 0     |
| 2010/11 | FC Den Bosch | Eerste divisie | 24    | 0     |
| 2011/12 | FC Eindhoven | Eerste divisie | 25    | 3     |
| 2012/13 | RKC Waalwijk | Eredivisie     | 0     | 0     |
| 2012/13 | FC Eindhoven | Eerste divisie | 13    | 0     |
| Totaal  | Totaal       | Totaal         | 396   | 27    |

### Nederlands elftal
In 2005 wordt Lucius voor het eerst opgeroepen voor het Nederlands elftal. Bondscoach Marco van Basten ziet in Lucius een goede rechtsback en laat hem op 4 juni debuteren tegen Roemenië. In Stadion Feijenoord maken behalve Lucius ook Barry Opdam en Robin van Persie hun debuut. Het wordt 2-0 voor Oranje. In zijn tweede interland, vier dagen later, raakte Lucius ernstig geblesseerd. Tegen Finland moest hij zich na 26 minuten met een gebroken kuitbeen laten vervangen door Mario Melchiot. Van Basten selecteerde hem later voor een derde keer voor een wedstrijd tegen Andorra. Ook toen mocht als rechtsback beginnen. Na 67 minuten werd hij vervangen door Jan Vennegoor of Hesselink.

## Erelijst
| Competitie           | Aantal | Jaren                              |     |     |
| PSV                  | PSV    | PSV                                | PSV | PSV |
| -------------------- | ------ | ---------------------------------- | --- | --- |
| Kampioen Eredivisie  | 4x     | 2000/01, 2002/03, 2004/05, 2005/06 |     |     |
| KNVB beker           | 1x     | 2004/05                            |     |     |
| Johan Cruijff Schaal | 4x     | 1998, 2000, 2001, 2003             |     |     |
| Feyenoord            |        |                                    |     |     |
| KNVB beker           | 1x     | 2007/08                            |     |     |